# Simona Kolmanová
Simona Kolmanová (* 6. ledna 1965, Praha) je česká hungaristka, vysokoškolská pedagožka a překladatelka. 

## Život
V letech 1980–1984 studovala na Gymnáziu Wilhelma Piecka v Praze. Je absolventkou oborů maďarština (1985–1986 Univerzita Lajose Kossutha v Debrecíně), maďarská a finská filologie (1986–1991 Filozofická fakulta Univerzity Loránda Eötvöse (ELTE) v Budapešti). Interní aspirantura (říjen 1991 – prosinec 1992) v oboru maďarská literatura na Univerzitě Karlově, postgraduální studium (leden 1993 – leden 1996) absolvovala na Literárněvědném ústavu Akademie věd Maďarské republiky. Habilitovala (1. 1. 2015) na Filozofické fakultě Univerzity Karlovy v oboru translatologie. Její odborné zaměření je maďarská literatura a translatologie.  Zaměřuje se především na maďarskou literaturu do začátku 20. století, současnou maďarskou literaturu, na recepci maďarské literatury v českém prostředí, na teorii a kritiku překladu. Je členkou Mezinárodní společnosti pro maďarskou filologii (Nemzetközi Magyar Filológiai Társaság). Za badatelskou činnost v oblasti maďarské literatury a popularizaci maďarského jazyka, kultury a literatury v Čechách byla v roce 2001 vyznamenána Rytířským křížem řádu Maďarské republiky.
Do češtiny převedla např. knihy Viktora Horvátha nebo Lászlóa Krasznahorkaie. V roce 2019 byla nominovaná na Magnesii Literu v kategorii „Litera za překladovou knihu“ s překladem románu Můj tank od V. Horvátha.

## Dílo
- Kolmanová S.: Mladý Čech: maďarský romanopisec Mór Jókai ve světle českých překladů se zaměřením na žánrovou problematiku jeho tvorby. Praha, Nakladatelství Karolinum, 2009. Acta Universitatis Carolinae. Philologica. Monographia. ISBN 978-80-246-1401-4.
- Kolmanová S.: Maďarští básníci 19. století v českých překladech (Mihály Vörösmarty, János Arany, Sándor Petőfi). Praha, Nakladatelství Karolinum, Univerzita Karlova, 2014. 155 s. ISBN 978-80-246-2281-1.

## Překlady
- László Krasznahorkai: Satanské tango. Host, 2003, ISBN 80-7294-086-4
- László Krasznahorkai: Od severu hora / Od jihu jezero / Od západu cesty / Od východu řeka. Mladá fronta, 2008, ISBN 978-80-204-1849-4
- Němá nauka stromů o spáse. Malvern, 2014, ISBN 978-80-87580-75-2 (S. Kolmanová je spolueditorkou antologie, zároveň jsou zde publikovány její překlady např. Jánose Pilinszkého nebo Sándora Síka.)
- Viktor Horváth: Turecké zrcadlo. Větrné mlýny, 2016, ISBN 978-80-7443-196-8
- Viktor Horváth: Můj tank. Větrné mlýny, 2018, ISBN 978-80-7443-272-9
- Nástup Východu?. Větrné mlýny, 2019, ISBN 978-80-7443-348-1
- Réka Mán-Várhegyi: Magnetický vrch. Větrné mlýny, 2022, ISBN 978-80-7443-469-3

### Rozhovory
- „K maďarštině mě přivedlo cosi mezi nebem a zemí, říká hungaristka Simona Kolmanová“